# Santa Elena (Requena)
Santa Elena es una localidad peruana, capital de distrito de Alto Tapiche, provincia de Requena, al este del departamento de Loreto.

## Descripción
Santa Elena es una localidad que desarrolla la agricultura y la crianza de animales de campo, principalmente para subsistencia, por la poca presencia del Estado peruano. Es una localidad que sufre constantes inundaciones y su lejanía de la misma capital provincial que es Requena, la relega a una postura de marginalidad.
En 2012 fue instalada un generador eléctrico para permitir el ingreso de luz eléctrica al pueblo.